# Spilosoma occidentalis
Spilosoma occidentalis là một loài bướm đêm thuộc phân họ Arctiinae, họ Erebidae.